# Vignettatura

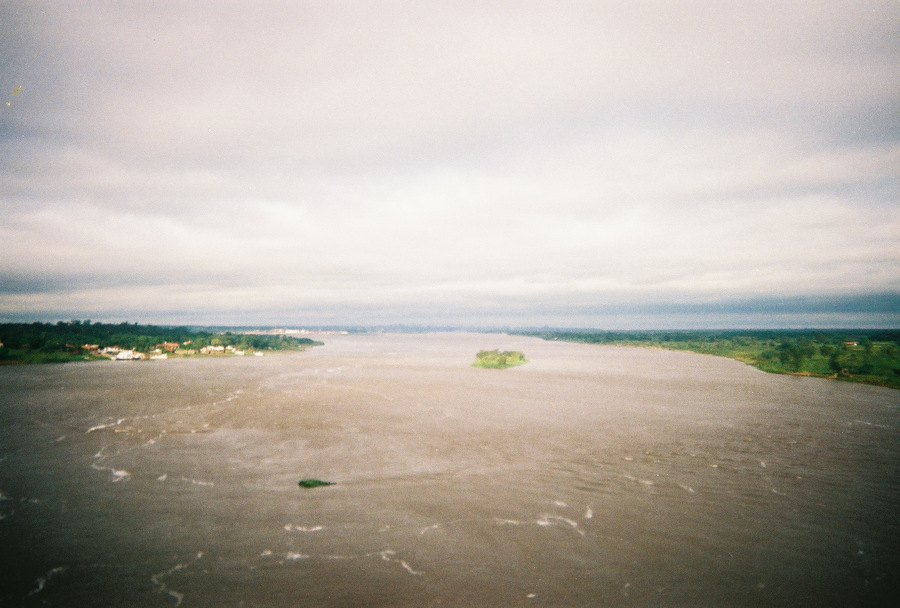
Un esempio di foto con vignettatura

In fotografia e ottica, la vignettatura indica la riduzione della luminosità dell'immagine alla periferia rispetto al centro.
È un difetto causato spesso da ottiche di non buona qualità o dall'uso di paraluce non idonei alla focale dell'obiettivo impiegato.
A volte la vignettatura è usata per effetti creativi (ad esempio per attirare l'attenzione al centro dell'immagine).
Può essere introdotta deliberatamente dal fotografo usando specifici filtri o delle tecniche di post-produzione.

## Tipi di vignettatura
Il termine vignettatura è usato anche per descrivere l'oscuramento degli angoli delle fotografie. Ci sono tre tipi di questo tipo di vignettatura:
- Vignettatura meccanica (o fisica)
- Vignettatura ottica
- Vignettatura digitale

### Vignettatura meccanica
La vignettatura meccanica o fisica si verifica quando i raggi di luce emanati dai punti della scena fuori asse sono parzialmente bloccati da oggetti esterni come filtri spessi o impilati o lenti secondarie/aggiuntive, che fanno abbassare la luminosità dell'immagine alla periferia. La vignettatura meccanica non è dipendente dall'apertura, non essendo un fenomeno ottico ma meccanico.

### Vignettatura ottica
La vignettatura ottica è l'attenuazione della luce inerente al progetto della lente ed è approssimato dalla legge {\displaystyle \cos ^{4}(\theta )} in cui l'attenuazione luminosa è approssimativamente proporzionale alla quarta potenza del coseno di θ, dove θ è l'angolo di scostamento dall'asse. Le lenti grandangolari, e le lenti usate nelle macchine fotografiche compatte sono più soggette alla vignettatura ottica rispetto alle lenti di più lunga focale e delle lenti retrofocus usate dalle macchine SLR perché queste configurazioni hanno θ più grandi. Questo tipo di vignettatura è correggibile con l'apertura essendo un fenomeno strettamente connesso all'ottica, in particolare al passaggio della luce attraverso le sue lenti o gruppi di lenti.

### Vignettatura digitale
La vignettatura digitale si verifica solo con le macchine fotografiche digitali, ed è causata dalla profondità dei pozzi fotonici che catturano la luce negli attuali sensori. Così come una maggiore quantità di luce raggiunge il fondo di un pozzo quando il sole è allo zenit, la luce che colpisce un pozzo fotonico ad angolo retto è più efficace di quella che lo colpisce in obliquo. La maggior parte delle fotocamere digitali compensano automaticamente sia la vignettatura ottica che quella digitale quando convertono i dati grezzi del sensore ad un formato standard come JPEG o TIFF.